# Clasificación americana para la Copa Mundial de Rugby de 1991
La clasificación del continente americano para la Copa Mundial de Rugby de 1991 fue una serie de partidos internacionales disputados por las selecciones nacionales masculinas pertenecientes a Sudamérica Rugby y Rugby Americas North.
El continente americano contó con tres cupos directos a Inglaterra 1991, los tres equipos participantes ya estaban clasificados mediante invitación, por lo tanto los partidos solo sirvieron para determinar en que grupo participarían en el mundial.

## Desarrollo

### Tabla de posiciones
| Pos. | Equipo         | Encuentros | Encuentros | Encuentros | Encuentros | Tantos  | Tantos    | Tantos     | Puntos totales |
| Pos. | Equipo         | jugados    | ganados    | empatados  | perdidos   | a favor | en contra | diferencia | Puntos totales |
| ---- | -------------- | ---------- | ---------- | ---------- | ---------- | ------- | --------- | ---------- | -------------- |
| 1    | Canadá         | 4          | 3          | 0          | 1          | 67      | 38        | +29        | 10             |
| 2    | Argentina      | 4          | 2          | 0          | 2          | 57      | 46        | +11        | 8              |
| 3    | Estados Unidos | 4          | 1          | 0          | 3          | 29      | 69        | -40        | 6              |

### Partidos
| 23 de septiembre de 1989 | Canadá | 21 - 3 | Estados Unidos | Vancouver, Canadá |  |

| 8 de noviembre de 1989 | Argentina | 23 - 6 | Estados Unidos | Buenos Aires, Argentina |  |

| 30 de marzo de 1990 | Canadá | 15 - 6 | Argentina | Vancouver, Canadá |  |

| 7 de abril de 1990 | Estados Unidos | 6 - 13 | Argentina | Santa Bárbara, Estados Unidos |  |

| 9 de junio de 1990 | Estados Unidos | 14 - 12 | Canadá | Seattle, Estados Unidos |  |

| 16 de junio de 1990 | Argentina | 15 - 19 | Canadá | Buenos Aires, Argentina |  |

### Clasificados
| Bandera de Canadá                     |
| América 1 Canadá                      |
| Clasificado al Grupo D de la RWC 1991 |

| Bandera de Argentina                  |
| América 2 Argentina                   |
| Clasificado al Grupo C de la RWC 1991 |

| Bandera de Estados Unidos             |
| America 3 Estados Unidos              |
| Clasificado al Grupo A de la RWC 1991 |